# Pension de famille (pièce de théâtre)
Pension de famille est une comédie en quatre actes, de Maurice Donnay représentée pour la première fois au Théâtre du Gymnase le 27 octobre 1894.

## Résumé
Raymond Assand, bourgeois parisien, a dû épouser jadis une jeune fille riche dont il était adoré, et qu’il a abandonnée après l’avoir séduite, parce qu’elle est subitement devenue pauvre. Il l'a retrouve vingt ans après et ce n'est autre que Louise Aubert la propriétaire de cette pension de famille, le Family-Hotel à Nice. Il s’est laissé marier par ses parents à une autre fille, de dot et d’innocence garanties. Il l’a vite négligée pour des maîtresses. Quand il apprend de Louise Aubert, que sa femme Aline le trompe, il monte à sa chambre et tire sur l’amant qui se sauve dans le couloir.
Les pensionnaires de la maison sont en ébullition. Le joyeux poitrinaire se précipite vers la chambre du crime. Les deux demoiselles, très excitées par ce « drame de l’adultère », arrivent dans leurs déshabillés.  Philippe, le fils de la patronne, qui était dans la chambre de la gouvernante anglaise, s’est jeté au-devant du meurtrier, la comtesse russe, émue d’admiration, n’a plus rien à refuser à ce courageux enfant et se jette dans ses bras.
Louise Aubert regrette et confesse à Mme Assand  son involontaire dénonciation et Aline lui pardonne.

## Personnages et distribution des rôles lors de la première
- Louise Aubert, propriétaire de la pension de famille : Maria Legault
- Raymond Assand : Georges Noblet[note 1]
- Aline Assand, épouse de Raymond, qui vient retrouver son amant : Jeanne Darlaud (d) [note 2]
- André Septeuil, son amant : Henry Mayer
- Germaine du Tilleul, l’amie complaisante d'Aline : Madeleine Verneuil[note 3]
- Jacques Lameilh, joyeux poitrinaire, condamné depuis quinze ans par les médecins : Félix Galipaux
- Sir Mortimer, un Anglais classique : Armand Numès
- Ablanoff, une comtesse russe, née à Montmartre : Rosa Bruck[note 4]
- M. Richehomme, professeur de mathématiques, qui pioche des martingales : Henri Nertann[note 5]
- Madame Plouff, une vieille folle joueuse qui les essaye : Claudia
- Eva (Lucy Gérard) et Sarah (Léonie Yahne), les deux filles de Mme Pouff, demi-vierges[note 6] qui passent leur temps à flirter.
- Philippe Aubert, le fils de la patronne de la maison, un Chérubin de table d’hôte, qui tourne autour des belles étrangères et qui est à la fois amoureux de la comtesse russe et de la gouvernante anglaise : Jean Varnay[précision nécessaire][réf. souhaitée]

## Anecdotes
André Warnod rapporte dans Le Figaro (lire en ligne sur Gallica) : Galipaux était amoureux de Léonie Yahne mais comme dans les coulisses, il faisait la cour à Lucy Gérard, quand ils étaient en scène tous les trois et qu'il avait des choses gentilles à dire à Léonie Yahne, il regardait Lucy Gérard cela produisait le plus drôle d'effet sentimentalement, il avait l'air de loucher.

## Tirades
Mme Aubert demande à Septeuil : 
« Vous avez peut-être un fils, quelque part, vous aussi ? »
« Sans doute, j'en ai un... mais je ne le vois plus. »
« Pourquoi donc ? »
« Je suis fâché avec le père ! »
Quelle joie ce serait pour une femme, dit la comtesse Ablanoff, de pouvoir donner à un cœur vierge sa beauté, sa jeunesse, son expérience, tout enfin !
« Oui, riposte Raymond, ce serait un joli cadeau à faire à un enfant. »
On parle de gens enrichis et prétentieux :
« Ils ne sont pas arrivés, ils parviennent encore. »
Entre Septeuil et le joyeux poitrinaire :
« J'ai, un oncle de 80 ans qui ne veut pas mourir !- Je sais. C'est ce qu'on appelle un octogêneur. »

## Source
- Jules Lemaître, Impressions de théâtre : neuvième série, Paris, Société française d’imprimerie et de librairie, Ancienne Librairie Lecène, Oudin et Cie, 1896 (lire en ligne).